# Hospital Goyeneche
Hospital Goyeneche es una institución hospitalaria situada en la Avenida Goyeneche de la ciudad de Arequipa, en el Perú.

## Historia
El Ilustrísimo Arzobispo de Lima y Obispo de Arequipa Don José de Sebastián de Goyeneche y Barreda, falleció en 1873, dejando una donación consistente en 150,000 pesetas para la construcción de un Hospital en el Departamento de Arequipa.
Debido a la guerra del Pacífico la obra no pudo empezarse oportunamente, el Gobierno Tomó el legado del Arzobispo para cancelar los gastos de dicho episodio. Posteriormente gestiones de la Beneficencia Pública de Arequipa, lograron que el Estado reconozca la deuda y los Duques de Gamio y de Goyeneche, el Conde de Huaqui y Don José  Sebastián de Goyeneche y Gamio incrementaron la donación facilitando el cumplimiento del deseo del Arzobispo.
El Presidente José Pardo colocó la primera piedra el primero de julio de  1905 y fue inaugurado con toda solemnidad en 1912.
El hospital fue proyectado por Monseñor José Sebastián de Goyeneche, Arzobispo de Lima, para cuya construcción dejó una considerable fortuna en su testamento. Sin embargo el gobierno peruano se apoderó de esta suma para costear la guerra con Chile, por lo que el legado no pudo hacerse efectivo.
Fruto de ello, la familia Goyeneche, que quería cumplir con los deseos del Arzobispo y dotar a Arequipa del mejor hospital de Hispanoamérica, no escatimó esfuerzos ni gastos para construirlo de su propio peculio particular.
Así, en los primeros años del siglo XX se inició la construcción de un soberbio establecimiento rodeado de jardines y al que se dotó de los medios e instrumental más modernos de la época, en su mayoría encargados a las casas más conocidas y especializadas de Europa.
En 1921, dentro de los actos conmemorativos del I Centenario de la Independencia del Perú, el pueblo de Arequipa, en agradecimiento por el Hospital y otras muchas obras llevadas a cabo por la arequipeña familia de Goyeneche, elevó, por suscripción popular, un gran monumento de recuerdo y homenaje a esta familia, que fue construido e instalado enfrente del Hospital.
El 12 de febrero de 1960 la hermosa capilla fue demolida. El Hospital Goyeneche fue uno de los más dotados de Sudamérica, contaba con 780 camas y todas las especialidades. La segunda etapa se caracterizó por contar con médicos graduados de San Fernando con estudios de especialización en Europa, que impulsaron el desarrollo del Hospital y Medicina en Arequipa. En 1967 la Sociedad de Beneficencia pública cedió por 30 años la conducción del Hospital al Ministerio de Salud, en 1975 se crearon las Regiones de Salud para depender de ellas.
En la actualidad el Hospital Goyeneche es considerado un Hospital Nivel III y es un órgano desconcentrado de la Dirección Regional de Salud-Arequipa y administrativamente depende del Gobierno Regional – Arequipa.
Hoy en día, el Hospital Goyeneche brinda los servicios de Consulta Externa y Hospitalización, Medicina, Pediatría, Obstetricia, Cirugía, Oncología, Odontoestomatología, Enfermería, Emergencia, Patología, Farmacia, Servicio Social, Diagnóstico de Imágenes y Nutrición.

## Instalaciones
Se construyeron pabellones de Medicina y Cirugía separados por jardines, grandes salas de operaciones y pabellones de esterilización dotados de grandes autoclaves. En total 19 pabellones, sin contar los Servicios Generales, y sesenta jardines distribuidos entre los pabellones.
En 1922 se inauguró el pabellón de Infecto-Contagiosos, que fue dotado también por la familia Goyeneche de un magnífico instrumental, el más completo que se pudo conseguir y que fue encargado a  uno de los mejores establecimientos de París, la Casa Collin.
Presidía la entrada principal del Hospital una soberbia capilla de estilo neogótico, verdadera obra de arte, de una severidad y sencillez admirables. Su fachada principal estaba coronada por una imagen de la Virgen del Consuelo, patrona de la Casa de Goyeneche, y un escudo de armas de esta familia.
A ambos lados de la Capilla se levantan los pabellones de la Administración y el Consultorio Menor. El ladrillo esmaltado cubre las paredes de estos departamentos y dentro de ellos puede verse toda clase de elementos modernos para el tratamiento de enfermos: las modernas mesas de operaciones, la dotación de la sala de Maternidad con las incubadoras más adelantadas.  
Se instalaron los servicios generales con verdadera perfección y todos los adelantos del momento: la cocina, lavandería, establo, panadería, botica, farmacia, depósitos, camisería y otros departamentos en los que no se omitió esfuerzo ni gasto.
Se hicieron especiales esfuerzos en la profusión de aparatos de desinfección en todo el hospital.

## Actualidad
En la segunda mitad del siglo XX, el Hospital sufrió importantes perjuicios en su estructura a causa de los terremotos que afectaron la zona sur del Perú.
Sin embargo, la familia Goyeneche, ya desde Europa, ha seguido ocupándose de esta gran obra de sus antepasados, con importantes donativos. El último enviado por el Excmo. Sr. D. Carlos Goyeneche Silvela, marqués de Balbueno, para la restauración, mejora y modernización de las instalaciones hospitalarias.